# Joakim Nilsson (calciatore 1994)
Joakim Jörgen Nilsson (Härnösand, 6 febbraio 1994) è un calciatore svedese, difensore del St. Louis City.

## Biografia
È fratello di Per Nilsson, ex calciatore professionista.

## Carriera

### Club
Nel 2009-10 l'IF Älgarna lo fa debuttare in prima squadra a 15 anni. Nell'estate 2011 passa nelle giovanili del GIF Sundsvall, che lo integra l'anno dopo in prima squadra. Debutta nella seconda divisione svedese il 23 settembre 2013 contro l'Hammarby. Nel 2015 gioca la sua prima partita in Allsvenskan, prima serie svedese, contro il Malmö.
Nel febbraio 2016 passa per 500.000 euro all'Elfsborg, con cui firma un contratto quinquennale.
L'11 luglio 2019 si trasferisce in Germania, all'Arminia Bielefeld, squadra della seconda serie tedesca.
Il 1º giugno 2022 firma un contratto quadriennale con gli statunitensi del St. Louis City.

### Nazionale
È stato convocato dalla Svezia olimpica per i Giochi di Rio 2016. Lo stesso anno ha esordito in nazionale maggiore.

## Palmarès

### Club

#### Competizioni nazionali
- Campionato tedesco di seconda divisione: 1

Arminia Bielefeld: 2019-2020